# Jomfru Ane Gade

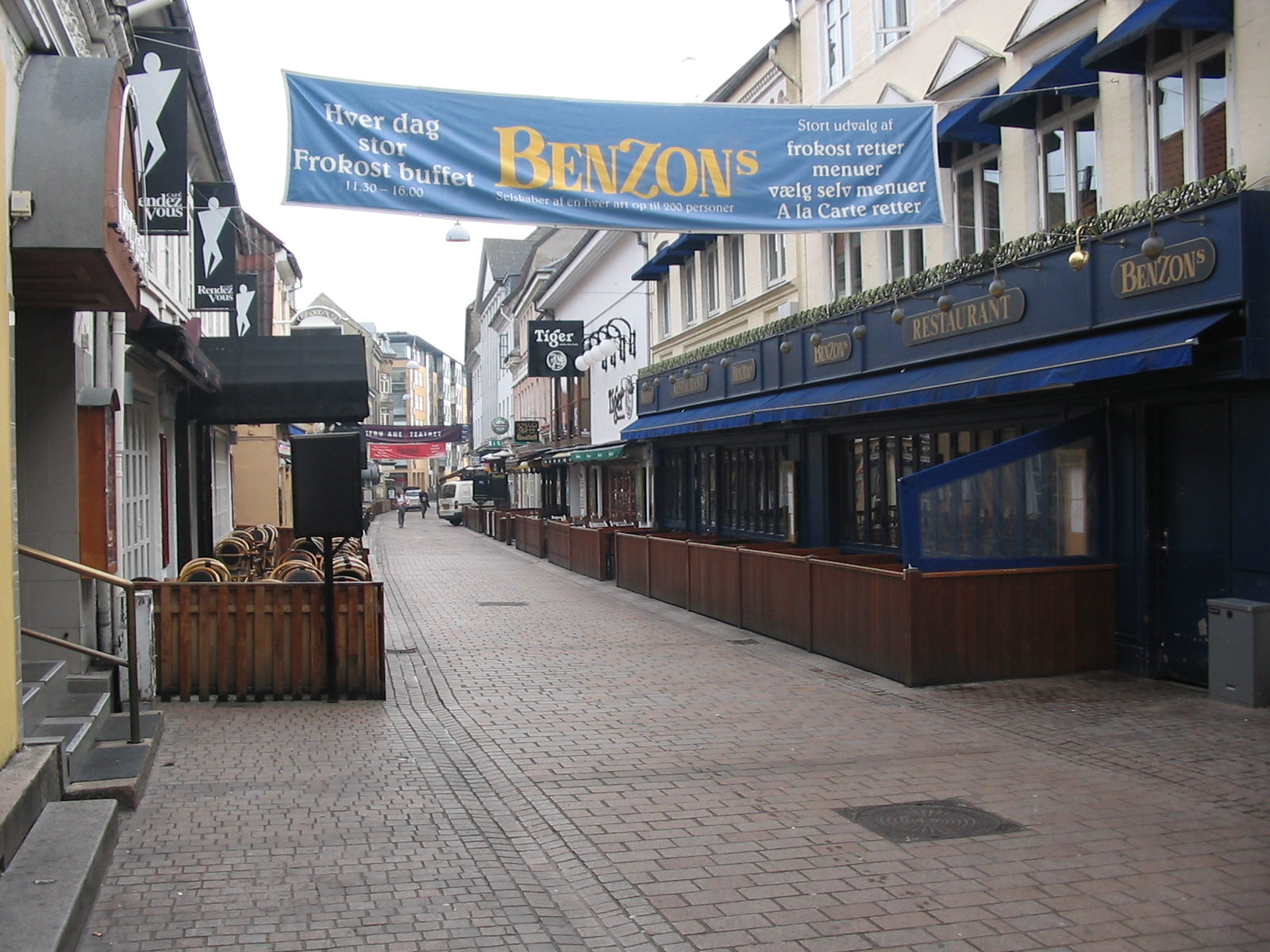
Jomfru Ane Gade

Jomfru Ane Gade - även lokalt kallad Gaden, är en 150 meter lång gata i Ålborg, Danmark. Gatan ligger mitt i centrum och består uteslutande av restauranger och diskotek. Varje diskotek är känt för att spela musik inom en bestämd genre. Gatan anlades antagligen i slutet av 1500-talet och blev år 1977 gågata.

## Sildepaladset
Sildepaladset uppfördes på gatan åren 1814-1815. Den fungerade först som en privatboning men sedan även som en skola där man kunde lära sig latin. Latinskolan flyttades 1889. Under koleraepidemin 1853 fungerade byggnaden som tillfälligt sjukhus. 

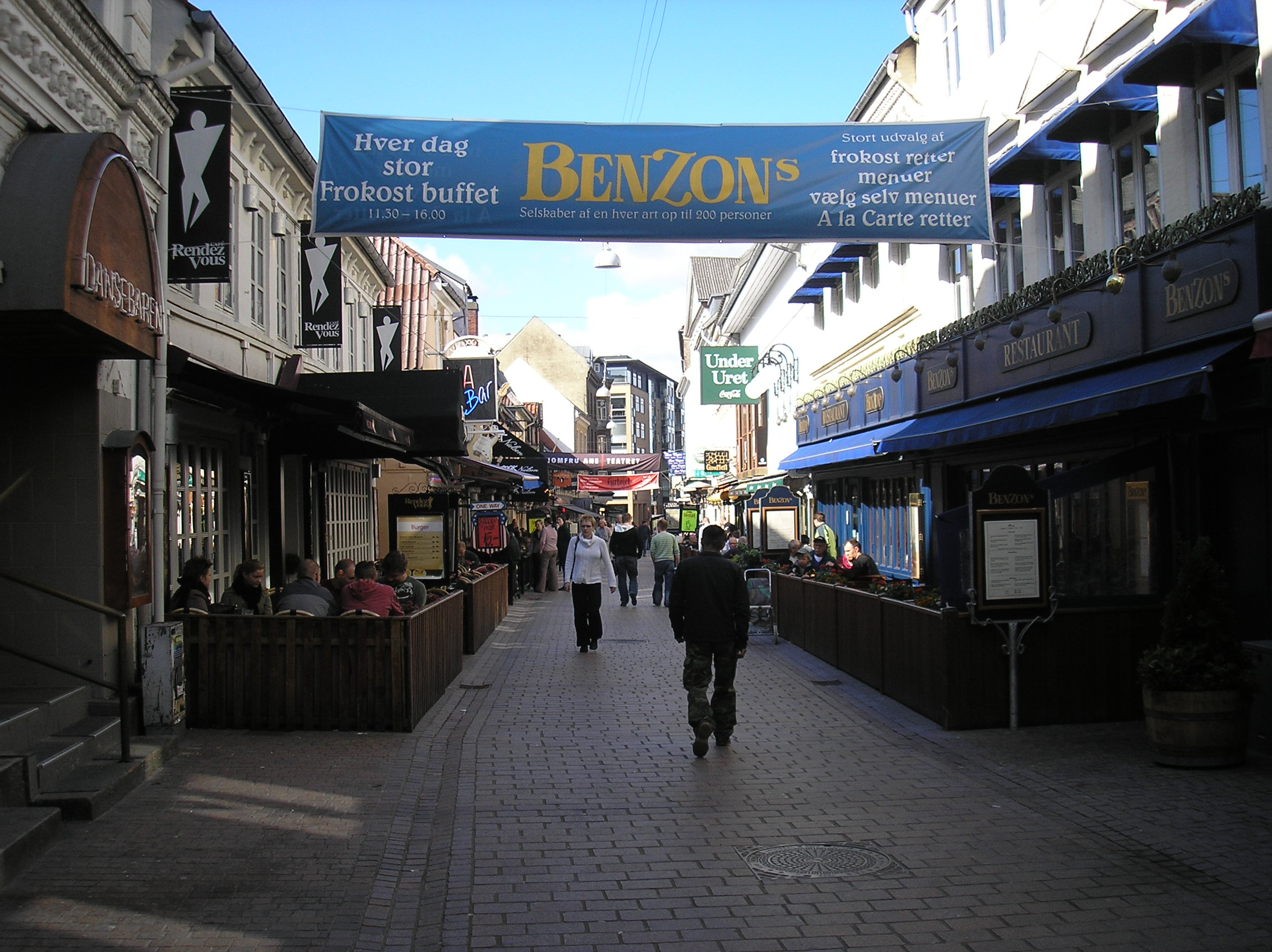